# Enzo Rivellini
Crescenzio (Enzo) Rivellini (ur. 9 lipca 1955 w Neapolu) – włoski polityk, przedsiębiorca i samorządowiec, poseł do Parlamentu Europejskiego VII kadencji.

## Życiorys
Pod koniec lat 80. został członkiem rady Związku Przemysłowców w Casercie. W latach 90. związany ze stowarzyszeniem Centesimus Annus Pro Pontefice, zajmującym się udzielaniem wsparcia dla najlepszych absolwentów. Od 1996 był doradcą w Kampanii ds. inwestycji, a później dyrektorem regionalnym w Departamencie Budżetu i Planowania Gospodarczego. Od 1999 do 2000 przewodniczył regionalnej organizacji przedsiębiorców. W okresie 2003–2005 zajmował kierownicze stanowisko w spółce akcyjnej CEO Recami (tworzonej przez władze regionalne i spółkę rządową), zajmującej się regeneracją terenów.
W 2005 został przewodniczącym grupy radnych Sojuszu Narodowego w radzie regionalnej Kampanii. Pełniąc tę funkcję, podejmował liczne działania mające na celu ograniczenie marnowania funduszy publicznych i zwalczanie korupcji w administracji publicznej.
W wyborach w 2009 uzyskał z listy powstałego m.in. na bazie AN Ludu Wolności mandat posła do Parlamentu Europejskiego VII kadencji. Został członkiem grupy Europejskiej Partii Ludowej oraz Komisji Rybołówstwa i Komisji Kontroli Budżetowej. W 2010 przeszedł do nowej partii pod nazwą Przyszłość i Wolność dla Włoch, jednak w 2011 powrócił do Ludu Wolności. Po faktycznym rozwiązaniu PdL został członkiem reaktywowanej w 2013 partii Forza Italia. W PE zasiadał do 2014. W późniejszych latach związał się z ugrupowaniem Bracia Włosi.